# Mateu Alemany Enseñat
Matías Alemany Ensenyat (Andrach, Baleares, 12 de junio de 1921 - ibidem, 8 de enero de 2016) fue un ciclista español que fue profesional entre 1946 y 1956 . De su carrera profesional destaca un 2.º puesto en la Vuelta a Levante de 1949, y un 9.º en la Vuelta a Cataluña del mismo año, donde venció en la categoría de independientes. Participó en la vuelta ciclista España en 1950. Muy reconocido en su pueblo, Andrach, donde en 2015 se le hizo un homenaje al final de la Challenge ciclista con entrega de un premio honorífico a su carrera y como representante de Andrach dentro del mundo deportivo.

## Palmarés

### Resultados en la Vuelta a España[2]
- 1947 . Abandona (3a etapa)
- 1950 . 22º de la clasificación general.
- 1956 . Abandona (1a etapa)